# Буряківка (Житомирський район)
Буряківка — село в Україні, у Пулинській селищній територіальній громаді Житомирського району Житомирської області. Кількість населення становить 294 особи (2001). У 1923—54 роках — адміністративний центр колишньої Буряківської сільської ради.

## Географія
Розміщується на північний захід від міста Житомир.

## Населення
У 1906 році в колонії налічувався 221 житель, дворів — 25, у 1910 році — 203 особи.
Станом на 1923 рік нараховувалося 20 дворів та 126 мешканців, у 1924 році — 144 особи, дворів — 23.
Відповідно до результатів перепису населення СРСР, кількість населення, станом на 12 січня 1989 року, становила 277 осіб. Станом на 5 грудня 2001 року, відповідно до перепису населення України, кількість мешканців села становила 294 особи.

## Історія
Колишнє лютеранське поселення. У 1906 році — колонія Пулинської волості (2-го стану) Житомирського повіту Волинської губернії. Відстань до губернського та повітового центру, м. Житомир, становила 35 верст, до волосного центру, містечка Пулини — 4 версти. Найближче поштово-телеграфне відділення розташовувалося на станції Рудня.
У 1923 році увійшла до складу новоствореної Буряківської сільської ради, яка, 7 березня 1923 року, включена до складу новоутвореного Пулинського району Житомирська (згодом — Волинська) округи, адміністративний центр ради. Розміщувалася за 3 версти від районного центру, міст. Пулини.
17 жовтня 1935 року, внаслідок розформування Пулинського району, колонію, в складі сільської ради, передано до Черняхівського району Київської області. 20 червня 1937 року, відповідно до постанови Президії ЦВК УРСР «Про часткові зміни меж Київської та Одеської областей», Буряківську сільську раду віднесено до складу Червоноармійського району Київської області. У 1939 році віднесена до категорії сіл.
11 серпня 1954 року, відповідно до указу Президії Верховної ради УРСР «Про укрупнення сільських рад по Житомирській області», Буряківську сільську раду ліквідовано, село Буряківка включене до складу Червоноармійської сільської ради Червоноармійського району Житомирської області. 17 серпня 1964 року підпорядковане Івановицькій сільській раді Червоноармійського району. 30 грудня 1962 року, в складі сільської ради, передане до Новоград-Волинського району, 4 січня 1965 року — до складу Житомирського району.
10 березня 1966 року, відповідно до рішення Житомирського облвиконкому № 126 «Про утворення сільських рад та зміни в адміністративному підпорядкуванні деяких населених пунктів області», село передане до складу Червоноармійської (згодом — Пулинська) селищної ради Житомирського району. 8 грудня 1966 року, в складі селищної ради, передане до Червоноармійського (згодом — Пулинський) району Житомирської області.
8 червня 2017 року увійшло до складу новоствореної Пулинської селищної територіальної громади Пулинського району Житомирської області. Від 19 липня 2020 року, разом з громадою, в складі новоутвореного Житомирського району Житомирської області.